# توم هولاند
توم هولاند (بالإنجليزية: Tom Holland) واسمه الحقيقي توماس ستانلي هولاند (مواليد 1 يونيو 1996 في لندن) هو ممثل بريطاني
عرف من خلال دوره في فيلم المستحيل بجانب الممثلة نعومي واتس وترشح للعديد من من الجوائز
ولعب دور بيتر باركر في فيلم مارفل سبايدرمان: العودة للوطن الجديد الذي سيظهر سبايدرمان جديدًا لينتظم لاحقًا لابطال المنتقمون وظهر في فيلم كابتن أمريكا: الحرب الأهلية في ظهور بسيط جدًا، وظهر في المنتقمون: الحرب اللانهائية واخر فيلم تظهر فيه شخصية سبايدرمان هو سبايدرمان: لا عودة إلى الديار.

## أفلام
- 2010: آريتي المقترضة.
- 2012: المستحيل.
- 2013: لوك.
- 2013: كيف اعيش الآن.
- 2015: في قلب البحر.
- 2016: حافة الشتاء.
- 2016: المدينة المفقودة زد.
- 2016: كابتن أمريكا: الحرب الأهلية.
- 2017: سبايدرمان: العودة للوطن.
- 2017: حرب التيارات.
- 2017: الحج .
- 2018: رحلة سفر الدكتور دوليتل.
- 2018: المنتقمون: الحرب اللانهائية.
- 2019: سبايدرمان بعيدا عن الوطن.
- 2019: المنتقمون: نهاية اللعبة.
- 2019: رحلة سفر الدكتور دوليتل.
- 2019: الجواسيس في التنكر
- 2021: سبايدرمان: لا عودة إلى الديار
- 2022 أنشارتد (فيلم)

## روابط خارجية
- توم هولاند على موقع IMDb (الإنجليزية)
- توم هولاند على موقع ميتاكريتيك (الإنجليزية)
- توم هولاند على موقع الموسوعة البريطانية (الإنجليزية)
- توم هولاند على موقع روتن توميتوز (الإنجليزية)
- توم هولاند على موقع مونزينجر (الألمانية)
- توم هولاند على موقع ألو سيني (الفرنسية)
- توم هولاند على موقع أول موفي (الإنجليزية)
- توم هولاند على موقع بوكس أوفيس موجو (الإنجليزية)
- توم هولاند على موقع قاعدة بيانات الأفلام السويدية (السويدية)
- توم هولاند على موقع قاعدة بيانات الفيلم (الإنجليزية)